# Мадридчани
Това е списък на известни личности, свързани с град Мадрид.

## Родени в Мадрид
- Мигел Ариас Канете (р. 1950), политик
- Хуан Антонио Бардем (1922 – 2002), режисьор
- Хосе Бергамин (1897 – 1983), писател
- Сесар Видал (р. 1958), писател
- Рамон Гомес де ла Серна (1888 – 1963), писател
- Гран Уайоминг (р. 1955), телевизионен водещ и комик
- Хосе Ечегарай (1832 – 1916), драматург
- Енрике Иглесиас (р. 1975), певец
- Анхел Кабрера (1879 – 1960), зоолог
- Кардам (1962 – 2015), български княз
- Икер Касиляс (р. 1981), футболен вратар
- Франсиско де Кеведо (1580 – 1645), писател
- Пенелопе Крус (р. 1974), актриса
- Конча Мендес (1898 – 1986), писателка
- Анхела Молина (р. 1955), актриса
- Хосе Ортега и Гасет (1883 – 1955), философ
- Родриго Рато (р. 1949), политик
- Раул (р. 1977), футболист
- Наталия Страйгнард (р. 1970), венецуелска актриса
- Фернандо Торес (р. 1984), футболист
- Фабиола де Мора и Арагон (1928 – 2014), кралица на белгийците

## Починали в Мадрид
- Висенте Алейксандре (1898 – 1984), поет
- Мигел Анхел Астуриас (1899 – 1974), гватемалски писател
- Хуан Антонио Бардем (1922 – 2002), режисьор
- Луис Гарсия Берланга (1921 – 2010), режисьор
- Диего Веласкес (1599 – 1660), художник
- Лола Гаос (1921 – 1993), актриса
- Тодор Диманов (1900 – 1975), български бизнесмен
- Хосе Ечегарай (1832 – 1916), драматург
- Антонио Касас (1911 – 1982), актьор
- Хосе Ортега и Гасет (1883 – 1955), философ
- Северо Очоа (1905 – 1993), биохимик
- Анте Павелич (1889 – 1959), хърватски политик
- Хуан Прим (1814 – 1870), офицер
- Фернандо Рей (1917 – 1994), актьор
- Камило Хосе Села (1916 – 2002), писател
- Алфредо ди Стефано (1926 – 2014), футболист
- Бенхамин Харнес (1888 – 1949), писател
- Педро Телес-Хирон и Веласко (1574 – 1624), политик
- Джовани Батиста Тиеполо (1696 – 1770), италиански художник

## Други личности, свързани с Мадрид
- Федерико Гарсия Лорка (1898 – 1936), поет и драматург, живее в града от 1919
- Салвадор Дали (1904 – 1989), художник, учи в града през 1922 – 1926
- Първан Драганов (1890 – 1945), български офицер и политик, посланик през 1942 – 1944
- Антонио Мачадо (1875 – 1939), поет, живее в града през 1883 – 1907 и 1931 – 1938
- Луис Сернуда (1902 – 1963), поет, живее в града през 1920-те и 1930-те